# Загорица при Добрничу
Загорица при Добрничу (словен. Zagorica pri Dobrniču) је насељено место у општини Требње, регија Југоисточна Словенија, Словенија.

## Историја
До територијалне реорганизације у Словенији била је у саставу старе општине Требње.

## Становништво
У попису становништва из 2011. године, Загорица при Добрничу је имала 64 становника.
| Број становника према пописима | Број становника према пописима | Број становника према пописима |
| ------------------------------ | ------------------------------ | ------------------------------ |
| 1991                           | 2002                           | 2011                           |
| 59                             | 57                             | 64                             |

Напомена: До 1953. исказивано под именом Загорица.